# Ếch độc phi tiêu vàng
Ếch độc phi tiêu vàng, tên khoa học Phyllobates terribilis, là một loài ếch phi tiêu độc đặc hữu bờ biển Thái Bình Dương của Colombia. Nơi sống tối ưu của P. terribilis là rừng mưa nhiệt đới với lượng mưa cao, độ cao từ 100–200 m, nhiệt độ ít nhất 26 °C, và độ ẩm tương đối–90%. Trong tình trạng sống hoang dã, P. terribilis là động vật xã hội, sống thành bầy đàn lên đến 6 cá thể, tuy nhiên trong điều kiện nuôi nhốt thì chúng có thể sống theo đoàn đông hơn.